# Ramona Trinidad Iglesias-Jordan
Ramona Trinidad Iglesias-Jordan (Utuado, 31 augustus 1889 – Río Piedras, 29 mei 2004) was gedurende de laatste zes maanden van haar leven de oudste mens ter wereld.

## Bewijsstukken
Een officieel geboortebewijs van Iglesias-Jordan ontbreekt, maar er zijn wel diverse ondersteunende bewijsstukken die haar leeftijd vermelden. Zo is er een doopcertificaat uit april 1890 dat als geboortedatum 31 augustus 1889 vermeldt. Een verlaat geboortebewijs uit 1948 noemt 1 september 1889 als geboortedatum. Bij een volkstelling in 1910 werd zij als 20-jarige opgenomen. Ook is er een huwelijksakte van 26 december 1912, waarop vermeld staat dat ze op 23-jarige leeftijd in het huwelijk trad met Alfonso Soler. Het laatste bewijsstuk was een volkstelling uit januari 1920, waarop Ramona Trinidad als 30-jarige staat vermeld. Dit geheel van bewijsstukken werd op 23 april 2004 erkend door het Guinness Book of Records. Hiermee werd ze op slag de oudste persoon ter wereld en verloor Charlotte Benkner deze erkenning.

## Biografie
Iglesias-Jordan werd geboren als dochter van Eduardo Iglesias-Ortiz en Luisa Jordan-Correain, als oudste van de 11 kinderen die het echtpaar kreeg. In 1912 trouwde zij met bankmanager Alfonso Alonzo-Soler. Ze kregen geen kinderen, maar adopteerden wel een neefje. In de jaren 70 overleed haar echtgenoot.
Op 29 mei 2004 overleed Iglesias-Jordan aan een longontsteking, ruim twee weken na Benkner. 